# Förenade kungariket
För andra betydelser, se Förenade kungariket (olika betydelser).
Förenade kungariket är den officiella svenska kortformen för den suveräna staten Förenade konungariket Storbritannien och Nordirland. Under tidsperioden från 1801 till 1922 (till namnet till 1927) syftade Förenade kungariket på ett större område, som även omfattade hela ön Irland.
Även Storbritannien kan användas officiellt på svenska om Förenade kungariket, eftersom det är den oftast använda formen i medie‐ och allmänspråket, fastän Storbritannien bara är en del av den suveräna staten Förenade kungariket. Se Storbritannien för information om landet.
På engelska används mycket oftare än på svenska, men långt ifrån alltid, ett språkbruk som ligger närmare det officiella namnet; den suveräna staten kallas mycket ofta (the) UK eller (the) United Kingdom på engelska.

## Historia
Kungariket Storbritannien bildades 1707 genom sammanslagning av Kungariket Skottland och Kungariket England, som var i personalunion. Därefter bildades 1801 Förenade konungariket Storbritannien och Irland (The United Kingdom of Great Britain and Ireland) genom sammanslagning av Kungariket Storbritannien och Kungariket Irland, som var i personalunion. År 1922 utträdde Fristaten Irland (Southern Ireland), och år 1927 ändrades namnet The United Kingdom of Great Britain and Ireland officiellt till The United Kingdom of Great Britain and Northern Ireland. Monarkens titel förblev dock ”kung/drottning av Storbritannien och Irland” (med mera) fram till 1953, då Elizabeth II ändrade titeln till ”drottning av Storbritannien och Nordirland” (med mera).
”United” syftar således bara på föreningen av Storbritannien och Irland, icke på föreningen av de tre historiska rikena i Storbritannien, som är Skottland, England och Wales.